# Kuş Dili
Die türkische Kuş Dili (deutsch Vogelsprache) ist ein Kommunikationssystem, bei dem akustische Merkmale einer gesprochenen Sprache durch Pfiffe dargestellt werden. Ursprünglich wurde die Sprache von türkischen Bauern rund um das Dorf Kuşköy für die Kommunikation über große Entfernungen entwickelt. Sie wird heute von bis zu 10.000 Menschen verwendet. Die UNESCO hat die Vogelsprache im Jahr 2017 in ihre Liste des immateriellen Kulturerbes aufgenommen.

## Sprache
Die Bewohner glauben, dass die Sprache vor rund 400 Jahren entstanden ist, Beweise dafür gibt es allerdings nicht. Die Kuş Dili übersetzt akustische Merkmale einer gesprochenen Sprache durch Pfiffe. Dabei werden die Silben türkischer Worte in einen von 20 Tönen übersetzt. Das Sprachverständnis in der gesprochenen Sprache ist mit der Aktivität der linken Gehirnhälfte verbunden und die Kodierung der Tonhöhe und anderer akustischer Eigenschaften fallen unter die Spezialisierung der rechten Hemisphäre. In diesem Sinne ist die Vogelsprache eine Möglichkeit, die türkische Sprache durch Pfeifen in verschiedenen Tonhöhen und Melodien zu übersetzen. Dies legt nahe, dass die Komplexität des gepfiffenen Sprachverständnisses von einer gleichmäßigen Aktivierung sowohl der rechten als auch der linken Gehirnhälfte abhängt.

## Gefährdung
Mit der Verwendung von Mobiltelefonen ist die Verwendung der Kuş Dili stark zurückgegangen. Da der Ort Kuşköy ein Bauerndorf in einem tiefen Tal ist, ist das Pfeifen erheblich weiter hörbar als Rufe oder Schreie. Mit der Nutzung von Mobiltelefonen erkannten die Dorfbewohner, dass Handys eine einfachere und effizientere Art der Kommunikation sind und nutzen seither vor allem diese. Durch die Landflucht junger Menschen in die größeren Städte ist die Sprache ebenfalls bedroht.
Im Jahr 2017 wurde die Kuş Dili von der UNESCO in ihre Liste des immateriellen Kulturerbes aufgenommen. Heute sprechen noch etwa 10.000 Menschen die „Vogelsprache“. Kuş Dili wird vor allem in Kuşköy und Karabörk im Landkreis Çanakçı gesprochen. Außerdem ist die Sprache im selben Landkreis auch verbreitet in Deregözü, Doğanköy, Akköy, Çağlayan Köyü, Bakımlı, Egeköy, Yeşilköy und Sarayköy, sowie im Landkreis Görele (Karlıbel, Yukarısığırlık, Aşağısığırlık, Esenli und Hamzalı), im Landkreis Eynesil (Ören) und im Landkreis Tirebolu (Danisman). Außerdem ist die Pfeifsprache seltener im Landkreis Kürtün in der Provinz Gümüşhane verbreitet. Dort sind Uluköy und Günyüzü Orte mit Sprachkundigen. Es ist belegt, dass noch vor rund 50 Jahren auch in den Provinzen Trabzon, Rize, Altınordu, Artvin und Bayburt Kuş Dili gesprochen wurde; dort ist die Vogelsprache inzwischen verschwunden und wird nur selten mit wenigen Worten von Schäfern verwendet.
Die Kuş Dili wird derzeit in zwei Immersionsprogrammen als Fach unterrichtet. Begonnen hat damit die Grundschule Karabörk mit 30 Schülern. Der Unterricht vermittelt den Schülern die Anatomie von Mund und Zähnen und die Techniken der Vogelsprache. Anschließend lernen die Schüler, mit der Sprache zu kommunizieren. Seit 2019 wird die Vogelsprache auch als Wahlfach an der Tourismusfakultät der Giresun Üniversitesi unterrichtet.
Seit 1997 veranstaltet Kuşköy jedes Jahr ein kommunales Festival für die Kuş Dili, bei dem die Gemeinde zusammenkommt. Bei diesem Festival treten Einzelpersonen mit ihrem Pfeifen vor einer Jury gegeneinander an. Gewinner ist, wer die gegebenen Anweisungen am besten pfeift. Das Festival soll den Bekanntheitsgrad der Sprache erhöhen und für einen Erhalt sorgen.

## Vergleiche mit weiteren Pfeifsprachen
Die Kuş dili ist nicht die einzige Pfeifsprache. So wird auf der kanarischen Insel La Gomera Silbo Gomero „gesprochen“. Ähnlich wie bei der Kuş dili wird die spanische Originalsprache fast vollständig in eine Reihe von Pfiffen übersetzt. Im Gegensatz zur „Vogelsprache“ in der Türkei hat die lokale Regierung auf La Gomera sie aber in das Bildungssystem der Insel als obligatorisch aufgenommen. Silbo Gomero steht vor ähnlichen Herausforderungen wie die Vogelsprache. Da auch diese Sprache hauptsächlich für die Landwirtschaft in tiefen Tälern verwendet wird, hat die rasche Zunahme von Mobiltelefonen dazu geführt, dass die Nutzung zurückgegangen ist. Trotzdem geht die UNESCO von mehr als 20.000 Benutzern des Silbo Gomero aus.